# Hugo Steiner-Prag
Hugo Steiner-Prag (12. prosince 1880, Praha-Nové Město – 10. září 1945, New York, Spojené státy americké) narozen jako Hugo Steiner, byl pražský německý židovský grafik a ilustrátor. Patrně nejznámější jsou jeho ilustrace románu Golem od Gustava Meyrinka.

## Život
Narodil se jako nejmladší ze čtyř bratrů v rodině pražského knihkupce Hermanna Steinera a jeho ženy Berty Knina, která byla údajně potomkem rabína Jehudy ben Becalel.
Po ukončení střední školy v roce 1897 studoval soukromě na Akademii výtvarných umění v Praze. Byl členem spolku Jung-Prag, který vznikl v roce 1898 a jehož členy byli: Paul Leppin, Victor Hadwiger, Oskar Wiener, Rainer Maria Rilke a Gustav Meyrink. Členové spolku se zabývali mystikou a okultismem. V roce 1900 odešel do Mnichova, kde studoval na Akademii (Akademie der Bildenden Künste), mimo jiné u Franze von Stuck. Zde začal používat přídomek Steiner-Prag. Po absolvování akademie zde začal působit jako pedagog. V roce 1905 konvertoval ke katolické víře a vzal si za ženu svou žačku Paulu Bergmann. Odešli do Barmen (dnes součást města Wuppertal), kde Steiner působil jako učitel na umělecko-průmyslové škole. Narodil se jim syn Detlev (*1906) a dcera Helga (*1908).
V roce 1907 získal německé státní občanství a dále mu bylo nabídnuto místo profesora na Königliche Akademie für Graphische Künste und Buchgewerbe (dnes Vysoká škola grafiky a knižního umění v Lipsku). Zde prožil velmi plodné období. Vedle ilustrací jsou známé práce ze studijních cest do Španělska, Portugalska a na Baleáry v letech 1909 až 1925. Pracoval též jako ředitel berlínského vydavatelství Propyläen Verlag a byl činný v různých uměleckých spolcích. Podílel se též na organizaci prvního mezinárodníhoo knižního veletrhu v Lipsku v roce 1927.
V roce 1933 strávil dovolenou v Paříži se svou milenkou Eleanorou Feisenberg, která byla dcerou významného židovského advokáta. Po návratu zjistili, že na základě svého původu přišli oba o svá zaměstnání a rozhodli se emigrovat. Nejdříve odešli do Prahy, kde Steiner otevřel soukromou uměleckou školu Officina Pragensis (zde studovali například Václav Bláha, Libor Fára, Petr Kien nebo Helena Zmatlíková). V této době vytvořil asi padesát litografií z pražského ghetta a židovského hřbitova.
V roce 1938 obdržel nabídku vytvořit podobnou školu (Skolan foer Bok- och Reklamkonst) ve Stockholmu. Vzhledem k zhoršující se politické situaci v Praze tuto nabídku využil a vystěhoval se s Eleanorou Feisenberg do Švédska. Po jeho odchodu vedl Officinu Pragensis grafik a ilustrátor Jaroslav Šváb. Steinerova partnerka Eleanora Feisenberg nechtěla ve Švédsku zůstat a odjela do USA. Steiner musel nejprve vyřešit svůj rozvod s manželkou Paulou a teprve poté obdržel rovněž vízum do USA. Odjel 15. května 1941 a cestoval přes Finsko, Rusko, Japonsko a Havaj. V červnu 1941 dorazil do San Francisca.
Bylo mu nabídnuto místo profesora na oddělení grafických umění Newyorské university (the Division of Graphic Arts, New York University). Přednášel jednou týdně a ve zbylém čase pracoval v New Haven, Connecticut. 3. ledna 1942 se oženil s Eleanor Feisenberg a přesídlil do New Yorku. Vedle pedagogické činnosti pracoval pro vydavatelství Random House (ilustrace povídek E.T.A. Hoffmanna). V roce 1945 se jeho zdraví začalo zhoršovat a zemřel 10. září 1945.

## Galerie

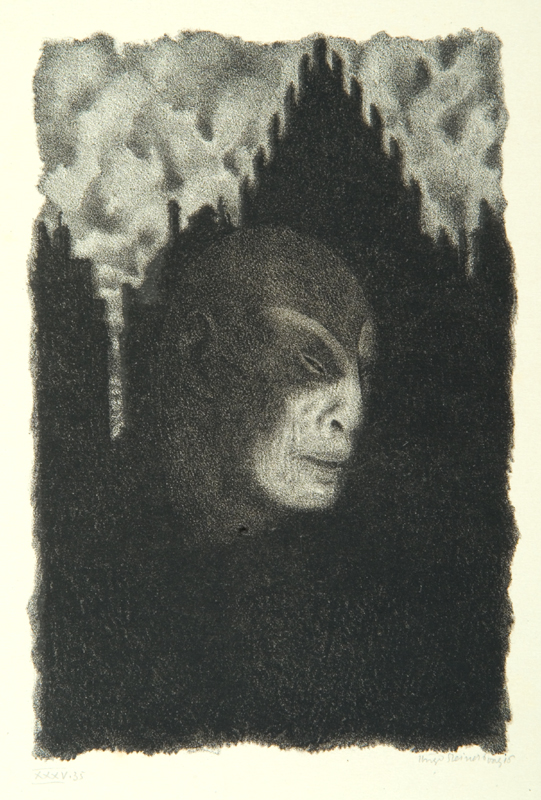
Litografie od Huga Steinera-Prag (ilustrace románu G.Meyrinka „Golem“)
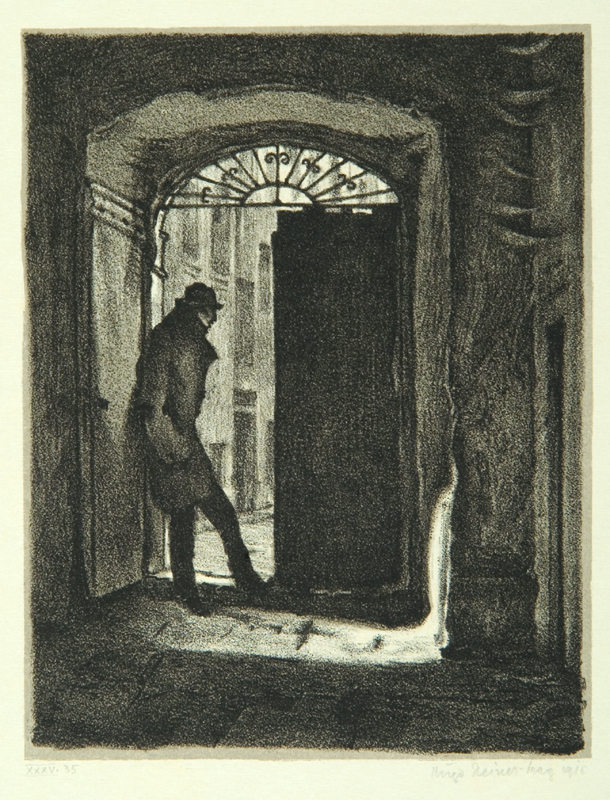
Litografie od Huga Steinera-Prag (ilustrace románu G.Meyrinka „Golem“)
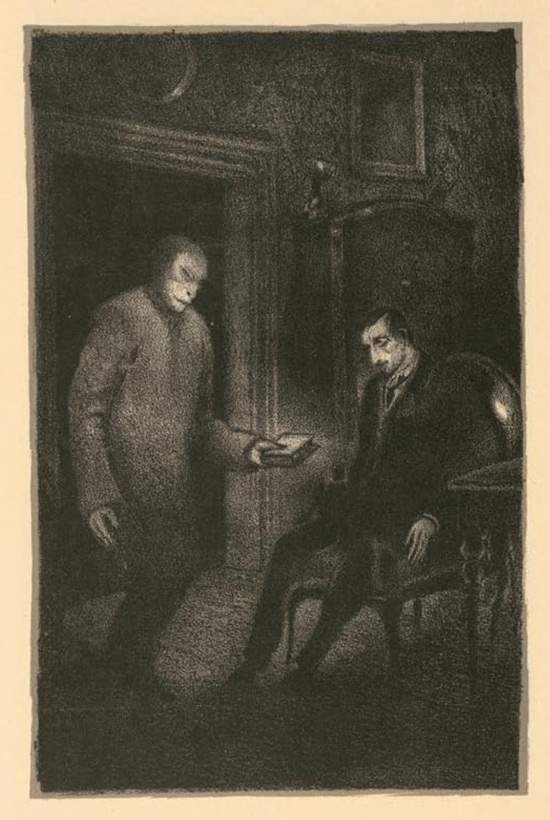
Další ilustrace ke knize Golem
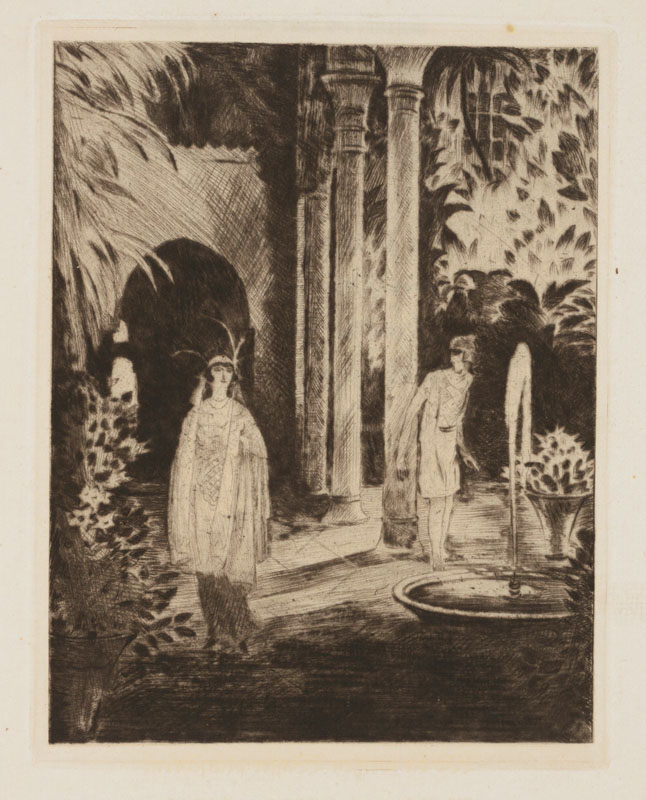
Rytina od Hugo Steinera-Prag k romantickým básním Heinricha Heina"Der Asra"

## Dílo

### Ilustrace
- Auguste Hauschner: Der Tod des Löwen. Prag : Andresche Buchhandlung, 1922. 173 - [II] s.
- E.T.A. Hoffmann: Die Elixiere des Teufels, další vydání: Leipzig und Weimar : Gustav Kiepenheuer Verlag, 1990, ISBN 3-378-00376-6
- Gustav Meyrink: Der Golem, Lipsko : Wolff, 1916
- E.T.A. Hoffmann: The Tales of Hoffmann (Hoffmannovy povídky), New York : Heritage Press, 1943
- Eduard Mörike: Mozartova cesta do Prahy, Praha : Vitalis, 1998, ISBN 80-85938-47-2

### Výstavy
- Galerie St. Etienne, New York, březen 1947, text katalogu Johannes Urzidil
- Hugo Steiner-Prag Golem, Galerie Smečky, Praha, 20. 2. – 18. 4. 2019[2]